# K. Havas Géza
K. Havas Géza, olykor Havas Géza, K. H. G., k. h. g. (Nagykanizsa, 1905. november 13. – Gunskircheni koncentrációs tábor, 1945. április 25.) magyar újságíró, kritikus, esztéta, műfordító.
Tudott ám lángolni nagyon, ilyenkor kigyúlt a szeme, gyönyörű lett a fiú, szigorú arcélű fejét felemelte, a szeme szikrákat vetett, olyan volt a harcos szeretet szenvedélyétől, mintha most mindjárt a máglyára akarna fellépni azokért az eszmékért vagy emberekért, akiket szeret. Ha igazságszeretetére rá lehetett volna bízni e társadalom minden dolgát, tisztább világ lett volna körülöttünk.

## Élete
Dr. Havas (1886-ig Honig) Hugó ügyvéd és Horsecky Juliánna gyermekeként izraelita családban látta meg a napvilágot 1905. november 13-án. Elemibe és kezdetben középiskolába is szülővárosában járt. 1915 és 1921 között a nagykanizsai Kegyes Tanítórendi Katolikus Gimnázium tanulója, ám 1921-ben egy diákcsíny miatt az iskolából kicsapták. A gimnázium hetedik és nyolcadik osztályát Székesfehérvárott, a Ciszterci rendi Szent István katolikus gimnázium magántanulójaként végezte el. Kezdetben klasszika-filológus szeretett volna lenni, ám édesapja halála miatt anyagi okokból banktisztviselőnek állt. 25 éves korában, 1930-ban az illegális kommunista mozgalomban való tevékenykedése miatt a bíróság elítélte, munkáját elvesztette. Később is volt büntetőügye, 1932-ben Adler Lászlóval, Sziklai Dezsővel, Braun Jánossal A KIMSZ-ben és a bőrmunkás sportegyesületben kifejtett tevékenység miatt került bíróság elé. Kezdetben egy ideig könyvelőként, fürdőszolgaként működött, majd könyvügynök lett, később pedig újságíró. 1935-ben a Szabad Írás c. folyóiratban megjelent cikke miatt került bíróság elé, "sajtó útján elkövetett magyar állam és magyar nemzet megbecstelenítése" címén. A szociáldemokrata Népszava, a Szép Szó és a Századunk főmunkatársa volt, s a Fórum című folyóiratot is szerkesztette. 1937-ben jelen volt József Attila temetésén. Lukács György az Új Hang c. folyóiratban a Szép Szó "ideológiai bűneiért" legfőképpen Havast okolta. Lukács a népi írókat tekintette szövetségesének a későbbi népfront tekintetében, ám a Szép Szó, és azon belül is főleg Havas a folyóirat hasábjain a népi írók helyt nem állását emelte ki az előretörő nácizmus ellen. 1940-ben lefordította, a Korai kapitalizmus - korai szocializmus, a következő évben az Új szocialisták című kötetet. Zsidó származása miatt 1942-ben többször is munkaszolgálatra rendelték, a magyarországi holokauszt idején 1945 februárjában elhurcolták, s az ausztriai günskircheni koncentrációs táborban néhány nappal a felszabadulás előtt szívrohamban meghalt.
Jó barátságban állt Gáspár Zoltánnal, Örkény Istvánnal, és Füst Milánnal is, akinek utolsó ismert levelét küldte.
1937 és 1944 közötti írásait 1990-ben Talpra, halottak! címmel adták ki.

## Megítélése az utókor szemszögéből
Lukács után 1945 augusztusában a Szabad Nép hasábjain Révai József is bírálta Havast, mondván: "Kinek lett igaza? Lett-e a Szép Szó eszméiből és táborából erő, mely tömegeket tud megragadni? Nem lett. És a népi írók mozgalmából? Lett: a Nemzeti Parasztpárt, a magyar falu fejlődőképes, fontos tényezője." 1948 decemberében már nyíltan reakciósnak bélyegezték. Illyés-kritikái miatt övezte a legnagyobb ellenszenv mind kortársai, mind az utókor részéről. Vas István még 1990-ben is azt írta róla: "[Havas] testesítette meg a legszélsőségesebben azt, amit a Szép Szó polgári radikalizmusában ki nem állhattam". A támadásokra reagálva 1941 márciusában írta a következőket, melyek a későbbi támadásokra is válaszul szolgálhatnak: "Negatív ember vagyok, mert ezt a valóságot tagadni kell. Nem lehet elismerni, hogy a szegénység a világ törvénye, de azt sem, hogy a szegénységen kegyes vagy kegyetlen ráolvasások segítsenek. Gáncsoskodásom meddő volt, ha az eredményt nézem. A tökfilkóról kimutattam, hogy tökfilkó - erre megnyert egy országos pályázatot. A próféta szenvedélyében lelepleztem a honorárium iránti szenvedélyt, de mindaddig Isten küldötteként hallgattátok, míg az utcasarkon nem kínálgatta magát. Meddő volt a szenvedélyem - de vajon ti termékenyek lettetek-e attól, hogy a tökfilkót kitüntettétek és tiszteltétek a világnézeti szajhát?"

## Emlékezete
Örkény István In memoriam dr. K. H. G. c. egyperces novellájában emlékezett meg róla.

## Fő művei
- A kartell; Pantheon, Bp., 1937
- Új magyar líra (Irodalmi Tanulm. c. kötetben, Bp., 1940)
- Talpra, halottak! Publicisztikai írások, 1937-1944; sajtó alá rend. Kenedi János; Gondolat–Nyilvánosság Klub–Századvég, Bp., 1990 (Ars scribendi)

### Műfordításai
- Marx, Karl. Bevezetés a közgazdaságtan bírálatába. Budapest: Népszava (1946, posztumusz)[15]
- Korai kapitalizmus – korai szocializmus. Angol szocialisták; ford., bev. K. Havas Géza; Szociáldemokrata Párt, Bp., 1940[11]
- Új angol szocializmus. Tanulmányok és röpiratok az angol szocializmus köréből; ford., bev. K. Havas Géza; Szociáldemokrata Párt, Bp., 1941